# 卡齐米日·拉斯科夫斯基
卡齐米日·拉斯科夫斯基（波蘭語：Kazimierz Laskowski，1899年11月7日—1961年10月20日），波兰男子击剑运动员。他曾代表波兰参加1928年夏季奥林匹克运动会击剑比赛，获得男子团体佩剑铜牌。